# De Valck (Hasselt)

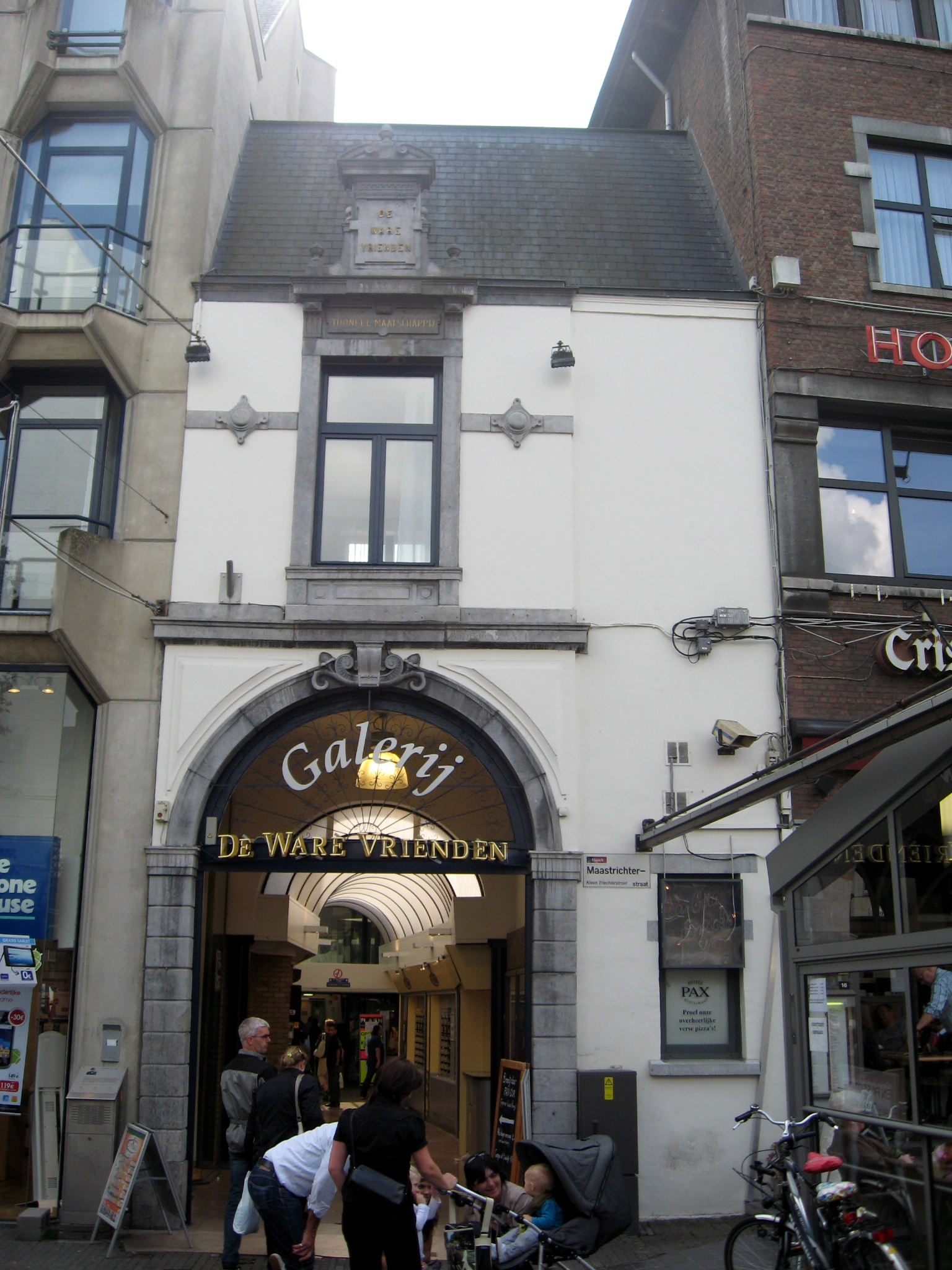
Het poortgedeelte en enige restant van het huis De Valck

Het huis De Valck was een herenhuis aan de Maastrichterstraat 1-3 te Hasselt.
In de 15e en 16e eeuw, voor het eerst vermeld in 1486, was hier een grote herberg en uitspanning, waar aanzienlijke gasten overnachtten en soms ook feestten. Er waren stallen voor 40 paarden.
Na 1725 werd het pand een herenhuis, waar aanzienlijke families gehuisvest waren. Tijdens de beloken tijd (1796-1801) werden hier ook enkele onbeëdigde priesters schuilgehouden.
In 1888 vond een ingrijpende verbouwing plaats waarbij het huis in tweeën werd gesplitst. In het linkergedeelte, dat met een halve verdieping werd verhoogd en een ander uitzicht kreeg, werd de herbergruimte in 17e-18e-eeuwse stijl ingericht en hier kwamen de genootschappen De Ware Vrienden (toneel) en De Melofielen (zang en letterkunde) bijeen. Het rechtergedeelte met de rondboogpoort werd behouden. De poort gaf toegang tot een galerij die leidde naar een toneelzaal welke in de tuin werd gebouwd.
In 1983 werd het gedeelte met de rondboogpoort beschermd als monument.
Het herberggedeelte maakte plaats voor een modern flatgebouw terwijl de toneelzaal en de tuin plaats ruimden voor de overdekte winkelgalerij De Ware Vrienden, die in 1989 haar deuren opende. De beschermde gevel werd daarbij behouden.